# Esperanza Iris
María Esperanza Bofill Ferrer (Villahermosa, Tabasco, 30 de marzo de 1884-Ciudad de México, 7 de noviembre de 1962), conocida como Esperanza Iris, fue una actriz, cantante y vedette mexicana. Como intérprete, se especializó en el género de la ópera.

## Biografía y carrera

### 1884-1918: primeros años e inicios
María Esperanza Bofill Ferrer nació el 30 de marzo de 1884 en Villahermosa, Tabasco. Inició su carrera artística en la compañía de teatro infantil de Austri y Palacios con la opereta Las campanas de Carrión, obra en la que duró cinco años. Posteriormente, en 1902, en el Teatro Principal, participó en la obra La cuarta plana, de Carlos Curti, donde se ganó el respeto del público. En Brasil fue apodada como «la Reina de la Opereta», mientras que en España fue condecorada por el rey Alfonso XIII. Realizó giras internacionales a Cuba entre 1910 y 1911 con la obra La viuda alegre.[cita requerida]

### 1918-1962: Teatro Iris
En 1918 construyó su propio teatro, el Gran Teatro Esperanza Iris, a cargo del arquitecto Federico E. Mariscal. Fue inaugurado con la presencia del presidente Venustiano Carranza. En 1922 fue declarada “Hija Predilecta de México” y filmó dos películas: Mater nostra y Noches de gloria. Organizó un coro en la penitenciaria de Lecumberri cuando su esposo, Francisco Sierra Cordero, estuvo preso a causa de un incidente en 1952 En los años treinta, como parte del arte lírico en México, se relacionó con músicos como Manuel M. Ponce y Ernesto Lecuona. Este último la acompañó en varios conciertos en México.
Su última presentación teatral fue en la obra La viuda alegre.

## Muerte
El 7 de noviembre de 1962, Iris falleció en Ciudad de México a los 78 años de edad. Su cuerpo fue enterrado dentro de la parcela de la Asociación Nacional de Actores (ANDA) del Panteón Jardín, ubicado en la misma ciudad.

## Legado
Como homenaje a su trayectoria artística en México, el teatro estatal de Tabasco fue rebautizado como: Teatro Esperanza Iris. Tras un periodo en que el teatro que ella construyó en la Ciudad de México llevó solo el apelativo de "Teatro de la Ciudad", durante el gobierno de Marcelo Ebrard se le devolvió su nombre y pasó a nombrarse Teatro de la Ciudad Esperanza Iris. Fue declarado Patrimonio de la Humanidad por la Organización de las Naciones Unidas para la Educación, la Ciencia y la Cultura (UNESCO).[cita requerida]